# Спинола, Джорджо
Джорджо Спинола (итал. Giorgio Spinola; 5 июня 1667, Генуя, Генуэзская республика — 17 июня 1739, Рим, Папская область) — итальянский куриальный кардинал и папский дипломат. Tитулярный архиепископ Кесарии с 1 июня 1711 по 29 ноября 1719. Нунций при испанском правительстве эрцгерцога Австрийского с 3 июля 1711 по 26 мая 1713. Апостольский нунций в Австрии с 26 мая 1713 по 29 ноября 1719. Государственный секретарь Святого Престола с 10 мая 1721 по 7 марта 1724. Камерленго Священной Коллегии кардиналов c 20 февраля 1726 по 20 января 1727. Префект Священной Конгрегации церковного иммунитета с 4 июля 1726 по 17 июня 1739. Кардинал-священник с 29 ноября 1719, с титулом церкви Сант-Аньезе-фуори-ле-Мура с 20 января 1721 по 15 декабря 1734. Кардинал-священник с титулом церкви Санта-Мария-ин-Трастевере с 15 декабря 1734 по 16 декабря 1737. Кардинал-священник с титулом церкви Санта-Прасседе с 16 декабря 1737 по 3 сентября 1738. Кардинал-епископ Палестрины с 3 сентября 1738 по 17 июня 1739.

## Происхождение
Джорджо Спинола происходил из генуэзской семьи Спинола ди Сан Лука. Сын Кристофоро Спинола и Эрсилии Центурионе, дочери генуэзского дожа Джованни Баттиста Центурионе. Он был крещён 5 июня 1667 года и получил имя Джорджо Кристофоро.
Из различных ветвей семьи Спинола происходили кардиналы: Агостино Спинола (1527), Филиппо Спинола (1583), Орацио Спинола (1606), Агустин Спинола (1621), Джованни Доменико Спинола (1626), Джулио Спинола (1666), Джамбаттиста Спинола старший (1681), Джамбаттиста Спинола младший (1695), Никола Гаэтано Спинола (1715), Джованни Баттиста Спинола (1733), Джироламо Спинола (1759) и Уго Пьетро Спинола (1831).

## Образование
Обучался литературе в иезуитской Collegio Tolomei (Сиена). 18 августа 1691 года в Сиене получил степень доктора in utroque iure в области гражданского и канонического права.

## Ранняя жизнь
Со 2 декабря 1694 года — референдарий Трибунала апостольской сигнатуры. С 1695 года — Папский прелат. С июля 1695 года — вице-легат в Ферраре. Советник Верховной Священной Конгрегации Римской и Вселенской Инквизиции. С 30 апреля 1696 года по 1699 год — губернатор Чивитавеккья и Тульфа и управляющий Корнето. С 5 июня 1699 года по 1701 год — губернатор Витербо. С 29 января 1701 года по май 1703 года — губернатор Перуджи и Умбрии. С 4 июля 1703 года — инквизитор на Мальте. С 3 июня 1706 года — субдиакон, а с 6 июня 1706 года — диакон.

## Священство
Рукоположён в священники 13 июня 1706 года. С 15 июля 1706 года — наставник-коадъютор Санто-Спирито-ин-Сассия (Рим).

## Епископское служение
1 июня 1711 года избран титулярным архиепископом Кесарии. 7 июня 1711 года, в церкви Санто-Спирито-ин-Сассия, кардинал Фабрицио Паолуччи, при содействии Фердинандо Нуции, титулярного архиепископа Никеи, и Доменико де Цаоли, титулярного архиепископа Теодозии, совершил епископскую хиротонию. С 29 июня 1711 года — помощник Папского трона. С 3 июля 1711 года — нунций при испанском правительстве эрцгерцога Австрийского Карла. С 26 мая 1713 года — апостольский нунций в Австрии.

## Кардинал
Возведён в кардиналы-священники на консистории 29 ноября 1719 года, получил красную шапку и титулярная церковь Сант-Аньезе-фуори-ле-Мура 20 января 1721 года. Участвовал в Конклаве 1721 года, который избрал папу римского Иннокентия XIII.
C 10 мая 1721 года по 7 марта 1724 года — Государственный секретарь Святого Престола. Участвовал в Конклаве 1724 года, на котором был избран папа римский Бенедикт XIII.
С 20 февраля 1726 года — Камерленго Священной Коллегии кардиналов. С 4 июля 1726 года — префект Священной Конгрегации церковного иммунитета. С 25 июня 1727 года по 1731 год — легат в Болонье. Участвовал в Конклаве 1730 года, который избрал папу римского Климента XII. Легат a latere в герцогстве Пармы и Пьяченцы. 15 декабря 1734 года получил титул церкви Санта-Мария-ин-Трастевере. Он выступал в качестве временно камерленго Святой Римской Церкви в отсутствие кардинала Аннибале Альбани. С 27 ноября 1737 года — покровитель Камальдулы. C 16 декабря 1737 года получил титул церкви Санта-Прасседе. С 3 сентября 1738 года — кардинал-епископ субурбикарной епархии Палестрины.

## Смерть
Скоропостижно скончался в 9 часов утра 17 января 1739 года в Риме.